# Interstate 75 (Géorgie)
Cet article traite d'une section intra-État de l'autoroute. Pour l'article traitant de l’autoroute au complet, référez-vous à Interstate 75.
L'interstate 75 en Géorgie est un segment de l'interstate 75, une autoroute inter-États Américaine parcourant le pays du sud au nord, de la Floride au Michigan. En Géorgie, l'autoroute traverse tout l'État dans un axe nord-sud, dans la partie centre-ouest de l'État, traversant les deux plus grandes villes de l'État, Macon et Atlanta. Elle est la plus longue autoroute de l'État. Il s'agit de la voie de circulation principale nord-sud de la Géorgie. D'une longueur de 355 miles (572 kilomètres), il s'agit de la 3e plus longue section intra-État de l'interstate 75.
Entre la Floride et Atlanta, l'autoroute à la particularité de suivre de près la ligne continentale orientale de partage des eaux, séparant le bassin versant de l'océan Atlantique du golfe du Mexique.

## Description du tracé

### Floride à Atlanta
Dans l'État de la Géorgie, l'interstate 75 débute à la frontière avec la Floride. L'autoroute se dirige vers le nord-nord-ouest en suivant de près la U.S. Route 41, en passant à l'ouest des villes de Valdosta et de Adel. Près du mile 60, l'autoroute contourne la ville de Tifton par l'ouest, en croisant plusieurs routes importantes menant aux autres villes du sud de la Géorgie, dont les U.S. routes 82 et 319. Pour les 40 prochains miles, l'interstate 75 poursuit sa course vers le nord-nord-ouest en traversant la zone forestière et peu urbanisée du centre de l'État. À Cordele, près du mile 100, l'autoroute adopte une orientation vers le nord, toujours en suivant de très près la route 41. L'interstate traverse par la suite un territoire plus urbanisé, soit les banlieues sud de Macon. Plusieurs sorties mènent à ces villes, soit Perry, Fort Valley et Warner Robins. Au mile 156, l'interstate 475 bifurque dans une branche à l'ouest pour contourner le centre de Macon, tandis que l'interstate 75 se dirige vers le nord-nord-est, directement vers le centre-ville de la deuxième agglomération en importance en Géorgie. Tout juste au nord-ouest du centre-ville, le terminus ouest de l'interstate 16 se situe au niveau de la 75, où elle bifurque vers le nord-ouest en quittant le centre urbanisé de Macon.

L'interstate 75 rejoint la voie de contournement de Macon, l'interstate 475, au mile 177. L'autoroute entre par la suite dans un territoire plus forestier, le piedmont des Appalaches. Plusieurs villes se situent à l'ouest du tracé de l'autoroute, notamment Forsyth, Barnesville et Griffin.

### Grand Atlanta
Près du mile 220, l'interstate 75 arrive dans les banlieues éloignées d'Atlanta, capitale et plus grande ville de la Géorgie et du sud-est des États-Unis. L'autoroute commence par adopter une orientation vers le nord-ouest, traversant McDonough, Jonesboro et Morrow. L'interstate 675 relie la 75 aux banlieues est de la ville, rejoint l'I-75 au mile 227. Huit miles au nord-ouest, l'interstate 75 courbe vers le nord, et devient l'artère de circulation nord-sud principale du grand Atlanta. La 75 croise tout d'abord l'interstate 285, puis passe à l'est de l'aéroport Hartsfield-Jackson d'Atlanta, et fait son entrée dans la ville au mile 239. Deux miles au nord, l'I-85 se joint à la 75, formant un chevauchement jusqu'au nord du centre-ville. Vers le sud-ouest, l'interstate 85 permet de rejoindre Montgomery, la capitale de l'État de l'Alabama.
Plusieurs échangeurs de taille sont présents entre les miles 243 et 247. Au mile 246, l'échangeur central d'Atlanta est présent, reliant les interstates 75 et 85 à l'interstate 20, principal corridor est-ouest d'Atlanta, reliant la ville à Augusta à l'est, et Birmingham et l'Alabama à l'ouest. Par la suite, juste au nord de la jonction avec la 20, les interstates 75 et 85 contournent le centre-ville d'Atlanta par l'est, possédant de nombreux échangeurs et de nombreuses bretelles reliant au centre financier de la ville. Cette section est nommée le Downtown Connector. À peine le centre-ville traversé, au mile 251, que l'interstate 85 branche vers le nord-est, vers les banlieues nord-est d'Atlanta et vers les Carolines du Sud et du Nord. L'interstate 75, quant à elle, bifurque vers le nord-ouest.
L'interstate 75 croise à nouveau l'interstate 285, le périphérique d'Atlanta, au mile 259. Elle quitte alors les limites de la ville et traverse les banlieues de Smyrna et Marietta. Au mile 268, l'interstate 575 est une branche reliant la 75 à Canton. La 75 tourne par la suite vers l'ouest, passant près de Kennesaw et Acworth, tout en quittant le cœur urbanisé d'Atlanta.

### Atlanta au Tennessee

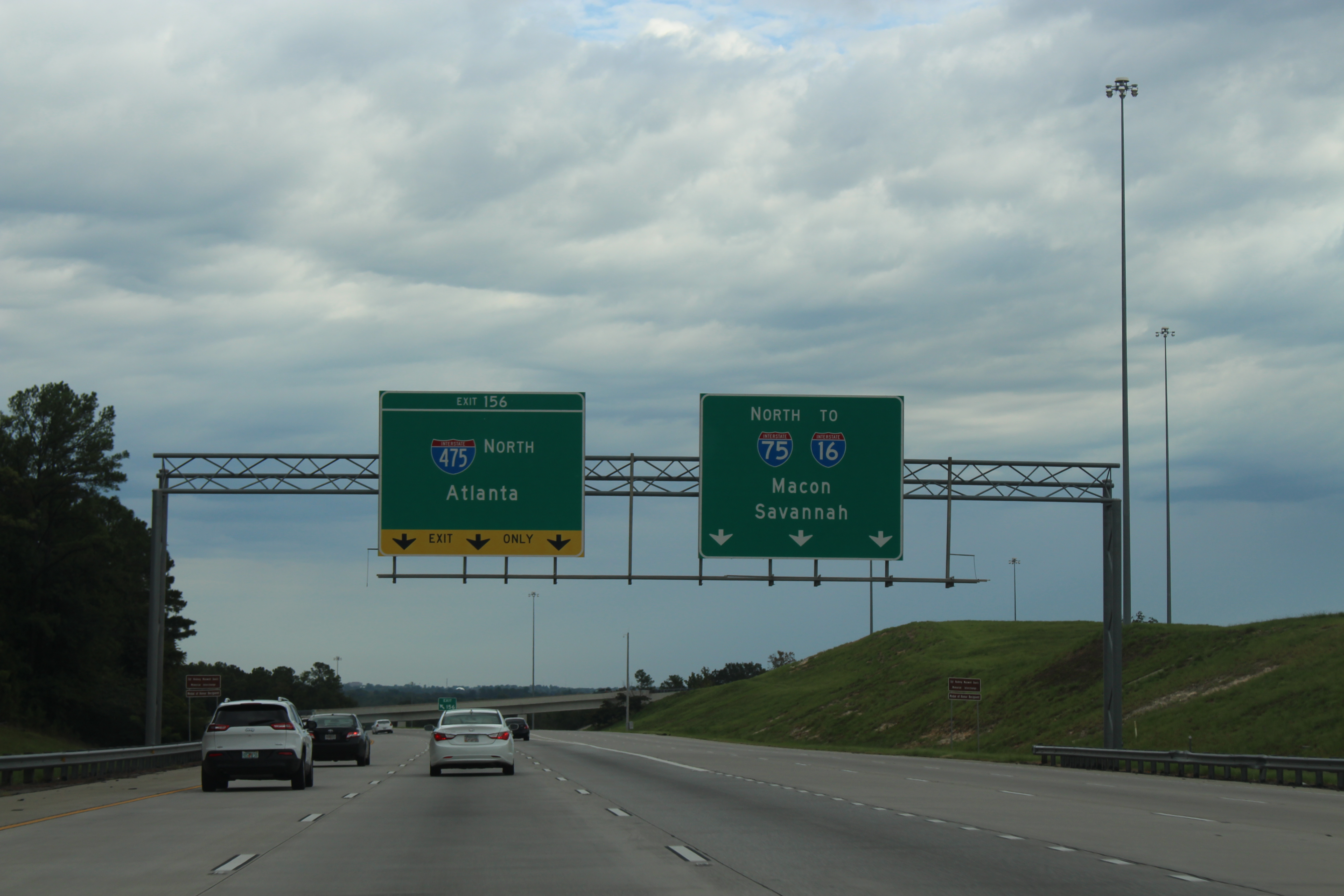
L'embranchement entre les interstates 475 et 75, au mile 156, au sud de Macon.

Au mile 281, l'autoroute traverse le lac Allatoona, et passe par la suite à l'est de Cartersville, tout en suivant à nouveau de près la U.S. Route 41. L'autoroute prend de l'altitude en se dirigeant le nord-nord-ouest, vers de plus hautes altitudes des Appalaches. L'interstate 75 traverse les villes de Calhoun près du mile 315 et de Dalton près du mile 335. Elle courbe par la suite vers l'ouest-nord-ouest en traversant la région de l'extrême nord-ouest Géorgien. Près du mile 350, l'autoroute entre dans les banlieues sud de Chattanooga, soit Fort Oglethorpe, même si le cœur urbain de Chattanooga est situé au Tennessee. Au mile 355, l'interstate 75 traverse la frontière Géorgie-Tennessee, terminant par le fait même la section Géorgienne de l'interstate 75,.

## Historique
Au début des années 1900, le tracé emprunté aujourd'hui par l'interstate 75 suit les traces de la partie ouest de la Dixie Highway, qui devint la U.S. Route 41 en 1926. Dès lors, plusieurs segments de la 41 ont été asphaltés au fur et à mesure, généralement du sud au nord.
Le premier tronçon de l'interstate 75, bien que nommée U.S. Route 19 et U.S. Route 41, fut un petit tronçon au nord du centre-ville d'Atlanta, le Downtown Connector, complété en 1951. Entre 1951 et 1959, le tronçon s'expandit vers le nord-ouest pour connecter aux banlieues grandissantes de la ville. C'est en 1963 que l'autoroute fut officiellement nommée interstate 75. Plusieurs tronçons furent construits et ouverts dans les mois suivants, notamment près de la frontière du Tennessee, au nord-ouest d'Atlanta, et au sud de Macon. En 1966, l'autoroute était construite et ouverte entre la frontière Géorgie-Floride et Macon. Par la suite, jusqu'en 1971, l'autoroute était bâtie entre Macon et Atlanta. Finalement, la dernière section de l'interstate 75 ouvrit entre Emerson et Cartersville, le 21 décembre 1977.

Dans les années 1980, plusieurs travaux d'élargissement de l'autoroute ont eu lieu, principalement près d'Atlanta. Plusieurs changements ont permis d'éliminer les sorties à gauche ainsi que les bretelles à petit rayon de courbure. En 1983, les autoroutes périphériques d'Atlanta, notamment l'interstate 285, étaient complétées. Au milieu des années 1985, le Downtown Connector fut reconstruit, forçant la destruction de nombreux édifices et la construction de nombreux ponts en raison de l'autoroute plus large (comprenant 10 voies). En 1988, l'ensemble du réseau autoroutier était complet selon les plans originaux, reconnu pour son nombre élevé de voies et ses hauts standards, ayant coûtés approximativement 1,4 milliard $ USD.
Des voies express se sont ajoutées à la fin des années 1980 et 1990 en périphérie du centre-ville d'Atlanta, des voies de type high occupency (deux ou trois usagers ou plus par véhicules, pour encourager le covoiturage). En 2000, les numéros de sortie sont passés de séquentiels à ceux basés sur la distance parcourue par la route. 
En mars 2007, un accident impliquant un autobus universitaire sur une des voies express près d'Atlanta causant la mort de 7 des 35 personnes présentes dans l'autobus.
En 2011, presque l'ensemble du tracé de l'interstate 75 en Géorgie comprenait six voies, ou trois voies dans chaque direction, excepté un petit tronçon au nord de Macon.

En date de 2022, l'échangeur entre les interstates 75 et 16 à Macon était en reconstruction. Le projet prévoit d'être terminé en 2023. Finalement, entre Byron et Macon, il est possible que l'autoroute devienne en chevauchement avec l'Interstate 14, une nouvelle autoroute est-ouest planifiée dans le sud des États-Unis.

## Disposition des voies
Durant presque tout son tracé en Géorgie, l'interstate 75 comporte un minimum de 6 voies (3-3).
De la Floride au mile 152 au sud de Macon, l'autoroute comprend 6 voies (3-3), et s'élargit à 10 voies (5-5) à l'approche de l'interstate 475. En traversant Macon, elle possède toujours 6 voies (3-3). En quittant la Macon par le nord-ouest, elle ne possède que 4 voies (2-2) jusqu'à sa jonction avec l'interstate 475. Elle devient alors une autoroute à 6 voies (3-3), avec une voie supplémentaire par moments direction nord, jusqu'au mile 224. Deux voies express s'ajoutent au mile 216 pour traverser Atlanta. Elle s'élargit ensuite à 8 voies (4-4) jusqu'à sa jonction avec l'Interstate 85, au mile 241, où elle devient une large autoroute à 10 voies (5-5), plus deux voies express. Elle demeure une autoroute entre 10 et 12 voies lors de sa traversée du centre d'Atlanta, y compris sur le Downtown Connector. Elle redevient une autoroute à 8 voies (4-4) au mile 251, lorsque l'interstate 85 quitte le chevauchevement avec la 75, et maintien cette disposition jusqu'au mile 259, où elle croise l'interstate 285. Juste au nord de cette jonction, elle s'élargit à 10 voies (5-5), jusqu'à la jonction avec l'interstate 575, au mile 268. Elle possède toujours deux voies express, une dans chaque direction. Près du mile 274, elle perd ses voies express et redevient une autoroute à 6 voies (3-3), et ce, jusqu'à la frontière avec le Tennessee.

## Autoroutes auxiliaires
En Géorgie, l'interstate 75 possède trois autoroutes auxiliaires :
- L'interstate 475 est une voie de contournement passant à l'ouest de Macon.
- L'interstate 575 relie la 75 aux villes de Canton et Nelson, au nord d'Atlanta.
- L'interstate 475 est une courte autoroute connectrice entre la 75 et l'interstate 285 au sud-est du grand Atlanta.

## Aires de service
Les aires de service de type service plaza comprennent plusieurs services, incluant restaurants et stations-services, tandis que les aires de service de type rest area ne comprennent qu'une aire de stationnement et de repos avec toilettes.
| Emplacement                 | Mile | Direction(s) | Type                             |
| --------------------------- | ---- | ------------ | -------------------------------- |
| Lake Park                   | 3    | nord         | Centre d'information touristique |
| Lenox                       | 47   | nord et sud  |                                  |
| Inaha                       | 76   | sud          |                                  |
| Ashburn                     | 86   | nord         |                                  |
| Vienna                      | 107  | nord         |                                  |
| Pinehurst                   | 119  | sud          |                                  |
| Smarr                       | 178  | sud          | Centre d'information touristique |
| Adairsville                 | 309  | nord         |                                  |
| Resaca                      | 321  | sud          |                                  |
| Fort Oglethorpe             | 353  | sud          | Centre d'information touristique |
| - Service Plaza - Rest Area |      |              |                                  |

## Liste des échangeurs
| Liste des échangeurs de l'Interstate 75 en Géorgie                                        | Liste des échangeurs de l'Interstate 75 en Géorgie | Liste des échangeurs de l'Interstate 75 en Géorgie | Liste des échangeurs de l'Interstate 75 en Géorgie                                      | Liste des échangeurs de l'Interstate 75 en Géorgie | Liste des échangeurs de l'Interstate 75 en Géorgie |
| Emplacement                                                                               | Mile                                               | km                                                 | #                                                                                       | Intersection/Destinations | Notes |
| ----------------------------------------------------------------------------------------- | -------------------------------------------------- | -------------------------------------------------- | --------------------------------------------------------------------------------------- | --- | --- |
| Frontière Géorgie-Floride                                                                 | 0,00                                               | 0,00                                               | I-75 sud – Lake City (FL), Tampa (FL)                                                   | I-75 sud – Lake City (FL), Tampa (FL) | Extrémité sud de l'interstate 75 en Géorgie |
| Lake Park                                                                                 | 1,53                                               | 2,46                                               | 2                                                                                       | Lake Park, Statenville | Vers GA-376 est |
| Twin Lakes                                                                                | 4,77                                               | 7,68                                               | 5                                                                                       | GA-376 (Lakes Blvd.) – Lake Park, Clyattville, Twin Lakes | |
| Valdosta                                                                                  | 10,58                                              | 17,03                                              | 11                                                                                      | GA-31 – Dasher, Clyattville, Valdosta, Pinetta (FL) | |
| Valdosta                                                                                  | 12,83                                              | 20,65                                              | 13                                                                                      | Old Clyattville Rd. – Valdosta, Aéroport régional de Valdosta | Accès au Wild Adventures |
| Valdosta                                                                                  | 15,91                                              | 25,60                                              | 16                                                                                      | US-84, US-221, GA-38 – Valdosta Centre, Quitman, Thomasville, Stockton, Homerville                                                                                          | Route 75 Business Loop |
| Valdosta                                                                                  | 17,94                                              | 28,87                                              | 18                                                                                      | GA-133 – Valdosta, Remerton, Morven | |
|                                                                                           | 21,71                                              | 34,94                                              | 22                                                                                      | US-41 sud (North Valdosta Rd.) – Valdosta | Extrémité sud du chevauchement avec la US-41; Route 75 Business Loop                                                                                            |
| Hahira                                                                                    | 28,73                                              | 46,24                                              | 29                                                                                      | US-41 nord, GA-122 – Hahira, Barney, Lakeland, Barretts | Extrémité nord du chevauchement avec la US-41 |
| Cecil                                                                                     | 32,39                                              | 52,13                                              | 32                                                                                      | Old Coffee Rd. – Cecil | Accès au South Georgia Motorsports Park direction nord |
| Adel                                                                                      | 37,52                                              | 60,38                                              | 37                                                                                      | Adel | Accès au South Georgia Motorsports Park direction sud |
| Adel                                                                                      | 39,26                                              | 63,18                                              | 39                                                                                      | GA-37 – Adel, Ellenton, Moultrie, Nashville | |
| Sparks                                                                                    | 41,42                                              | 66,66                                              | 41                                                                                      | Rountree Bridge Rd. – Sparks | |
|                                                                                           | 44,88                                              | 72,23                                              | 45                                                                                      | Barneyville Rd. | Vers US-41 |
| Lenox                                                                                     | 48,66                                              | 78,31                                              | 49                                                                                      | Kinard Bridge Rd. – Lenox | |
| Eldorado                                                                                  | 54,95                                              | 88,45                                              | 55                                                                                      | Eldorado, Omega | Vers US-41 |
| Unionville                                                                                | 59,04                                              | 95,02                                              | 59                                                                                      | Southwell Blvd. – Unionville, Tifton | Route 75 Business Loop |
| Unionville                                                                                | 60,30                                              | 97,04                                              | 60                                                                                      | South Central Ave. | |
| Tifton                                                                                    | 61,26                                              | 98,59                                              | 61                                                                                      | Vers US-319 et GA-35 sud (Omega Rd.) – Moultrie, Unionville | |
| Tifton                                                                                    | 61,89                                              | 99,60                                              | 62                                                                                      | US-82, GA-520, vers US-319 – Tifton Centre, Sylvester, Alapaha | |
| Tifton                                                                                    | 62,44                                              | 100,49                                             | 63A                                                                                     | 2nd St. | |
| Tifton                                                                                    | 62,82                                              | 101,10                                             | 63B                                                                                     | 8th St. | |
| Tifton                                                                                    | 64,06                                              | 103,09                                             | 64                                                                                      | US-41 – Tifton, Chula | Route 75 Business Loop |
| Chula                                                                                     | 69,28                                              | 111,50                                             | 69                                                                                      | Chula Brookfield Rd. – Chula, Irwinville | |
|                                                                                           | 70,89                                              | 114,09                                             | 71                                                                                      | Willis Still Rd. – Sunsweet | |
| Inaha                                                                                     | 75,17                                              | 120,97                                             | 75                                                                                      | Inaha Rd. – Inaha | |
|                                                                                           | 78,45                                              | 126,25                                             | 78                                                                                      | GA-32 – Sycamore, Ocilla, Irwinville | |
| Sycamore                                                                                  | 79,71                                              | 128,28                                             | 80                                                                                      | Bussey Rd. – Sycamore | |
| Ashburn                                                                                   | 82,07                                              | 132,08                                             | 82                                                                                      | GA-112, GA-107 – Ashburn, Fitzgerald, Coverdale, Sylvester | |
| Ashburn                                                                                   | 83,95                                              | 135,10                                             | 84                                                                                      | GA-159 – Ashburn, Amboy, Pitts | |
| Arabi                                                                                     | 91,86                                              | 147,83                                             | 92                                                                                      | Arabi, Warwick | |
| Wewona                                                                                    | 96,97                                              | 156,06                                             | 97                                                                                      | GA-33 (Connector) – Wewona, Sylvester | |
| Cordele                                                                                   | 89,89                                              | 159,29                                             | 99                                                                                      | GA-300 (GA-FL Pkwy.) – Albany, Camilla, Raines | |
| Cordele                                                                                   | 100,75                                             | 162,14                                             | 101                                                                                     | US-280, GA-30, GA-90 (16th Ave.) – Cordele, Abbeville, Rochelle | Route 75 Business Loop |
| Cordele                                                                                   | 101,80                                             | 163,83                                             | 102                                                                                     | GA-257 (8th Ave.) – Cordele, Hawkinsville, Cobb | Vers GA-30 ouest |
|                                                                                           | 103,86                                             | 167,15                                             | 104                                                                                     | Farmers Market Rd. (Vers GA-257) | Route 75 Business Loop |
| Vienna                                                                                    | 109,54                                             | 176,26                                             | 109                                                                                     | GA-215 (East Union St.) – Vienna, Hawkinsville, Pitts | |
| Vienna                                                                                    | 112,07                                             | 180,36                                             | 112                                                                                     | GA-27 – Vienna, Hawkinsville | |
| Pinehurst                                                                                 | 116,88                                             | 188,10                                             | 117                                                                                     | Pinehurst, Hawkinsville | |
| Unadilla                                                                                  | 120,81                                             | 194,42                                             | 121                                                                                     | US-41, GA-7 – Unadilla | |
| Unadilla                                                                                  | 121,79                                             | 196,00                                             | 122                                                                                     | GA-230 – Unadilla, Byromville, Hawkinsville | |
| Henderson                                                                                 | 127,17                                             | 204,66                                             | 127                                                                                     | GA-26 – Montezuma, Hawkinsville, Elko, Henderson | |
| Perry                                                                                     | 133,80                                             | 215,33                                             | 134                                                                                     | South Perry Pkwy. | |
| Perry                                                                                     | 134,86                                             | 217,04                                             | 135                                                                                     | US-41, GA-127, GA-224 (Larry Walker Hwy.) – Perry, Hayneville | |
| Perry                                                                                     | 136,69                                             | 219,98                                             | 136                                                                                     | GA-7 (US-341) – Perry, Fort Valley | |
| Perry                                                                                     | 138,20                                             | 222,41                                             | 138                                                                                     | Perry Pkwy., Thompson Rd. (US-341 Bypass) – Perry | |
|                                                                                           | 141,86                                             | 228,30                                             | 142                                                                                     | GA-96 (Housers Mill Rd.) – Fort Valley, Bonaire | |
|                                                                                           | 144,66                                             | 232,81                                             | 144                                                                                     | Richard B. Russell Pkwy. | |
|                                                                                           | 146,44                                             | 235,67                                             | 146                                                                                     | GA-247 Connector – Centerville, Warner, Robins | |
| Byron                                                                                     | 149,69                                             | 240,90                                             | 149                                                                                     | GA-49, GA-540 ouest (Fall Line Frwy.) – Byron, Fort Valley, Columbus, Knoxville                                                                                             | Extrémité sud du chevauchement avec la GA-540 |
|                                                                                           | 153,75                                             | 247,44                                             | 153                                                                                     | Sardis Church Rd. | |
|                                                                                           | 155,80                                             | 250,74                                             | 155                                                                                     | Hartley Bridge Rd. | Voies distributrices et collectrices pour sortie direction sud et entrée direction nord                                                                         |
|                                                                                           | 156,85                                             | 252,43                                             | 156                                                                                     | I-475 nord – Atlanta | Entrée direction sud et sortie direction nord seulement; Voie de contournement ouest de Macon; Terminus sud de la I-475                                         |
| Macon                                                                                     | 160,07                                             | 257,61                                             | 160A                                                                                    | US-41, GA-247 (Pio Nono Ave.) | Sortie numérotée 160 en direction nord |
| Macon                                                                                     | 160,26                                             | 257,92                                             | 160B                                                                                    | Rocky Creek Rd. | Vers US-41 et GA-247 direction sud; en direction nord, accès via la sortie 160                                                                                  |
| Macon                                                                                     | 162,02                                             | 260,75                                             | 162                                                                                     | US-80, GA-22 (Eisenhower Pkwy.) – Knoxville | |
| Macon                                                                                     | 162,86                                             | 262,07                                             | 163                                                                                     | GA-74 ouest (Mercer Univeristy Dr.), Little Richard Penniman Blvd. | Accès à l'université Mercer et au Macon Mall |
| Macon                                                                                     | 164,03                                             | 263,98                                             | 164                                                                                     | US-41 Business, GA-19 (Forsyth St.), Hardman Ave. – Macon Centre-Ville | |
| Macon                                                                                     | 165,28                                             | 265,99                                             | 165                                                                                     | I-16 est, GA-540 est – Savannah | Extrémité nord du chevauchement avec la GA-540; Terminus ouest de l'interstate 16; Future interstate 14; Sortie 0 de la I-16; La I-75 courbe vers le nord-ouest |
| Macon                                                                                     | 167,02                                             | 268,79                                             | 167                                                                                     | GA-247 (Pierce Ave.) – Payne | |
| Macon                                                                                     | 169,47                                             | 272,74                                             | 169                                                                                     | Vers US-23 (Riverside Dr.), Arkwright Rd. | |
| Macon                                                                                     | 171,19                                             | 275,50                                             | 171                                                                                     | US-23, GA-87 (Riverside Dr.) | |
| Bolingbroke                                                                               | 172,64                                             | 277,84                                             | 172                                                                                     | Bass Rd. | |
| Bolingbroke                                                                               | 175,78                                             | 282,89                                             | 175                                                                                     | Pate Rd. – Bolingbroke | Sortie direction nord et sortie direction sud seulement |
| Bolingbroke                                                                               | 177,96                                             | 286,40                                             | 177                                                                                     | I-475 sud – Valdosta, Tampa | Sortie direction sud et entrée direction nord seulement; Terminus nord de la I-475; Voie de contournement ouest de Macon                                        |
|                                                                                           | 180,97                                             | 291,24                                             | 181                                                                                     | Rumble Rd. – Smarr | |
| Forsyth                                                                                   | 185,83                                             | 298,58                                             | 185                                                                                     | GA-18 – Forsyth, Dames Ferry | |
| Forsyth                                                                                   | 186,38                                             | 299,95                                             | 186                                                                                     | Tift College Dr. | |
| Forsyth                                                                                   | 187,45                                             | 301,67                                             | 187                                                                                     | GA-83 – Forsyth, Juliette, Monticello | |
| Forsyth                                                                                   | 188,52                                             | 303,39                                             | 188                                                                                     | GA-42 – Forsyth | |
|                                                                                           | 193,75                                             | 311,81                                             | 193                                                                                     | Johnstonville Rd. – Johnstonville, Barnesville | |
| High Falls                                                                                | 198,18                                             | 318,94                                             | 198                                                                                     | High Falls Rd. – High Falls | Accès au High Falls State Park |
|                                                                                           | 201,31                                             | 323,98                                             | 201                                                                                     | GA-36 – Jackson, Barnesville | |
|                                                                                           | 205,58                                             | 330,85                                             | 205                                                                                     | GA-16 – Griffin, Jackson | |
| Locust Grove                                                                              | 212,19                                             | 341,49                                             | 212                                                                                     | Bill Gardner Pkwy., vers US-23 – Locust Grove, Luella, Jenkinsburg, Jackson                                                                                                 | |
|                                                                                           | 214,08                                             | 344,53                                             | 214                                                                                     | Bethlehem Rd., vers US-23 – Locust Grove | Construction prévue en 2024 |
|                                                                                           | 216,77                                             | 348,86                                             | 216                                                                                     | GA-155 – Luella, Blacksville | |
|                                                                                           | 216,00                                             | 347,62                                             | –                                                                                       | Extrémité sud des voies express de type High Occupency Vehicule (South Metro Express Lanes)                                                                                 | |
| McDonough                                                                                 | 218,38                                             | 351,45                                             | 218                                                                                     | GA-20, GA-81 – McDonough, Hampton | |
|                                                                                           | 221,35                                             | 356,23                                             | 221                                                                                     | Jonesboro Rd. – Lovejoy | |
|                                                                                           | 222,76                                             | 358,30                                             | 222                                                                                     | Jodeco Rd. – Flippen | Ancienne GA-351 |
|                                                                                           | 224,62                                             | 361,49                                             | 224                                                                                     | Hudson Bridge Rd., Eagles Landing Pkwy. | |
| Stockbridge                                                                               | 228,07                                             | 367,04                                             | 227                                                                                     | I-675 nord, vers I-285 nord – Augusta, Gainesville, Atlanta Metro partie est                                                                                                | Sortie direction nord et entrée direction sud seulement; Terminus sud de la I-675                                                                               |
|                                                                                           | 228,61                                             | 367,91                                             | 228                                                                                     | GA-138 – Stockbridge, Jonesboro | |
| Morrow                                                                                    | 231,33                                             | 372,29                                             | 231                                                                                     | Mount Zion Blvd. | |
| Morrow                                                                                    | 232,81                                             | 374,67                                             | 233                                                                                     | GA-54 – Morrow, Lake City | |
|                                                                                           | 235,10                                             | 378,75                                             | 235                                                                                     | US-19, US-41, GA-3 (Old Doxoe Rd., Tara Blvd.) – Griffin, Jonesboro, Forest Park                                                                                            | |
| Forest Park                                                                               | 237,61                                             | 382,40                                             | 237                                                                                     | GA-331 (Forest Pkwy.) – Forest Park, Sullivan Rd. | |
| Forest Park                                                                               | 237,80                                             | 382,71                                             | 237A                                                                                    | GA-85 (Frontage Rd.) – Riverdale | Aucune entrée |
| Forest Park                                                                               | 238,69                                             | 384,13                                             | 238AB                                                                                   | I-285 (Voie de contournement d'Atlanta) – Aéroport Hartsfield-Jackson d'Atlanta (Vols intérieurs), Augusta, Greenville, Birmingham, Montgomery                              | Sortie 58 de la I-285 |
| Hapeville                                                                                 | 239,67                                             | 385,70                                             | 239                                                                                     | US-19, US-41 (Central Ave.), Porsche Ave., C.W. Grant Pkwy. (voies express seulement) – Aéroport Hartsfield-Jackson d'Atlanta (Vols internationaux), Hapeville, Forest Park | Anciennement trois sorties séparées; accès direct des voies express à la C.W. Grant Pkwy.; Vaste échangeur complexe                                             |
| Atlanta                                                                                   | 242,09                                             | 389,61                                             | 241                                                                                     | Cleveland Ave. – Lakewood, East Point | |
| Atlanta                                                                                   | 242,65                                             | 390,51                                             | 242                                                                                     | I-85 sud – Aéroport Hartsfield Jackson d'Atlanta (vols intérieurs), Columbus, Montgomery (AL)                                                                               | Sortie direction sud et entrée direction nord seulement; Début du chevauchement entre les interstates 75 et 85                                                  |
| Atlanta                                                                                   | 243,27                                             | 391,51                                             | 243                                                                                     | GA-166 (Lakewood Frwy.), vers GA-54C – East Point | |
| Atlanta                                                                                   | 245,13                                             | 394,50                                             | 244                                                                                     | University Ave., Pryor St., vers GA Spur 42 | |
| Atlanta                                                                                   | 246,18                                             | 396,19                                             | 245                                                                                     | Abernathy Blvd., Capitol Ave., Georgia Ave. | Accès au Turner Field (Georgia State Stadium) |
| Atlanta                                                                                   | 246,53                                             | 396,75                                             | 246                                                                                     | Fulton St., Central Ave. | |
| Atlanta                                                                                   | 246,77                                             | 397,14                                             | 247                                                                                     | I-20 (Abernathy Frwy.) – Augusta, Birmingham (AL), Florence (SC) | Sortie 57 de la I-20; Échangeur central d'Atlanta |
| Atlanta                                                                                   | 247,15                                             | 397,75                                             | 248A                                                                                    | Martin Luther King Jr. Dr. – Atlanta Centre-Ville, Capitole de la Géorgie                                                                                                   | Sortie direction sud et entrée direction nord seulement; Accès au centre financier d'Atlanta direction sud                                                      |
| Atlanta                                                                                   | 247,72                                             | 398,67                                             | 248B                                                                                    | Edgewood Ave., Auburn Ave., vers Peidmont Ave. et J.W. Dobbs Ave. – Atlanta Centre-Ville                                                                                    | Sortie direction nord et entrée direction sud seulement; Accès au centre financier d'Atlanta direction nord                                                     |
| Atlanta                                                                                   | 248,07                                             | 399,23                                             | 248C                                                                                    | GA-10 est (Freedom Pkwy.), Andrew Young International Blvd., vers Piedmont Ave., vers US-23 est – Atlanta Centre-Ville, Decatur, Hôpitaux, Museum of Design                 | |
| Atlanta                                                                                   | 248,12                                             | 399,31                                             | 248D                                                                                    | J.W. Dobbs Ave., Edgewood Ave., Jesse Hill Dr., Auburn Ave., Piedmont Ave.                                                                                                  | Sortie direction sud et entrée direction nord seulement |
| Atlanta                                                                                   | 248,52                                             | 399,95                                             | 249A                                                                                    | Courtland St. - Centennial Hill, Georgia State University | Sortie direction sud seulement |
| Atlanta                                                                                   | 248,77                                             | 400,36                                             | 249B                                                                                    | Pine St., Peachtree St., Courtland Ave. – Centennial Hill, Central Park, Nord-Est du centre-ville d'Atlanta                                                                 | Sortie direction nord seulement |
| Atlanta                                                                                   | 248,97                                             | 400,68                                             | 249C                                                                                    | Williams St., Spring St. – Centennial Place, Nord du centre-ville | Aucune sortie direction nord (accès via la sortie 249D); Sur les voies express, sortie direction sud et entrée direction nord seulement                         |
| Atlanta                                                                                   | 249,10                                             | 400,90                                             | 249D                                                                                    | US-29, US-78, US-278, GA-8 (North Ave.), Spring St., Linden Ave. – Georgia Institute of Technology                                                                          | Vers Northside Dr. et Ponce de Leon Ave.; Accès au Fox Theatre et au Bobby Dodd Stadium at Grant Field                                                          |
| Atlanta                                                                                   | 250,05                                             | 402,40                                             | 250                                                                                     | 10th St., 14th St., 16th St. – Georgia Institute of Technology | Sortie direction nord et entrée direction sud seulement; Aucune entrée direction nord pour la I-85                                                              |
| Atlanta                                                                                   | 250,58                                             | 403,27                                             | 251A                                                                                    | 17th St. – Atlanta Midtown | Sortie direction nord seulement; Accès aux Center for Puppetry Arts, Rhodes Hall et Woodruff Arts Center                                                        |
| Atlanta                                                                                   | 250,87                                             | 403,74                                             | 251B                                                                                    | I-85 nord, vers GA-400 nord – Greenville (SC), Charlotte (NC), Brookhaven, Gainesville                                                                                      | Extrémité nord du chevauchement entre les interstates 75 et 85; Accès aux banlieues nord-est d'Atlanta                                                          |
| Atlanta                                                                                   | 251,89                                             | 405,38                                             | 252A                                                                                    | US-41, GA-3 (Northside Dr.) | Sortie non numérotée sur les voies express, avec sortie direction sud et entrée direction nord seulement sur ces dernières; Accès au Atlanta Memorial Park      |
| Atlanta                                                                                   | 252,25                                             | 405,96                                             | 252B                                                                                    | Howell Mill Rd. | |
| Atlanta                                                                                   | 254,27                                             | 409,21                                             | 254                                                                                     | Moores Mill Rd. | |
| Atlanta                                                                                   | 255,50                                             | 411,19                                             | 255                                                                                     | US-41, GA-3 (Northside Pkwy.), West Paces Ferry Rd. | |
| Atlanta                                                                                   | 256,68                                             | 413,10                                             | 256                                                                                     | Mount Paran Rd. | |
| Atlanta                                                                                   | 257,07-257,27                                      | 413,71-414,04                                      | Traversée de la rivière Chattahoochee sur le pont Lester and Virginia Maddox            | Traversée de la rivière Chattahoochee sur le pont Lester and Virginia Maddox                                                                                                | Traversée de la rivière Chattahoochee sur le pont Lester and Virginia Maddox                                                                                    |
|                                                                                           | 257,65                                             | 414,65                                             | 258                                                                                     | Comberland Blvd. | Vers US-41 et GA-3; Accès au Cobb Galleria Centre |
| 257,90                                                                                    | 415,05                                             | –                                                  | Akers Mill Rd.                                                                          | Sortie sur voies express seulement; sortie direction nord et entrée direction sud seulement                                                                                 | |
| 258,40                                                                                    | 415,85                                             | 259AB                                              | I-285 (Périphérique d'Atlanta) – Augusta, Greenville, Charlotte, Birmingham, Montgomery | Sortie 20 de la I-285 | |
| 259,98                                                                                    | 418,40                                             | 260                                                | Windy Hill Rd. – Smyrna                                                                 | | |
| Marietta                                                                                  | 261,58                                             | 420,97                                             | 261                                                                                     | GA-280 (Delk Rd.), vers South Cobb Dr. – Fair Oaks, General Lucius D. Clay National Guard Center and Dobbins Air Reserve Base                                               | |
| Marietta                                                                                  | 263,29                                             | 423,72                                             | 263                                                                                     | GA-120 – Marietta, Roswell, Alpharetta | |
| Marietta                                                                                  | 265,08                                             | 426,60                                             | 265                                                                                     | Marietta Pkwy. (GA-120 Loop) – Marietta, Roswell | Accès au Six Flags White Water |
| Marietta                                                                                  | 267,12                                             | 429,89                                             | 267AB                                                                                   | GA-5 sud (et GA-5 Spur nord), vers US-41 – Marietta, Austell | Extrémité sud du chevauchement avec la GA-5 |
|                                                                                           | 268,71                                             | 423,45                                             | 268                                                                                     | I-575 nord, GA-5 nord – Ball Ground, Canton, Blue Ridge | Extrémité nord du chevauchement avec la GA-5; Terminus sud de la I-575                                                                                          |
|                                                                                           | 269,46                                             | 433,65                                             | 269                                                                                     | GA-5 Connector (aussi GA-5C, Barrett Pkwy.) – Kennesaw | Accès à la I-575 nord direction sud |
|                                                                                           | 271,19                                             | 436,44                                             | 271                                                                                     | Chastrain Rd. – Kennesaw | Vers I-575 nord direction sud |
| Kennesaw                                                                                  | 272,95                                             | 439,27                                             | 273                                                                                     | Wade Green Rd. – Kennesaw, Blackswell | |
|                                                                                           | 274,20                                             | 441,28                                             | –                                                                                       | Fin des voies express de type High Occupency Vehicule (entrée direction nord et sortie direction sud)                                                                       | Fin des voies express de type High Occupency Vehicule (entrée direction nord et sortie direction sud)                                                           |
| Acworth                                                                                   | 277,19                                             | 446,09                                             | 277                                                                                     | GA-92 – Acworth | |
| Acworth                                                                                   | 278,48                                             | 448,17                                             | 278                                                                                     | Glade Rd. – Acworth | |
| Emerson                                                                                   | 283,58                                             | 456,38                                             | 283                                                                                     | Allatoona Rd. – Emerson | |
|                                                                                           | 285,27                                             | 459,10                                             | 285                                                                                     | Red Top Mountain Rd. | |
| Cartersville                                                                              | 287,82                                             | 463,20                                             | 288                                                                                     | GA-113 – Cartersville | |
| Cartersville                                                                              | 290,20                                             | 467,03                                             | 290                                                                                     | GA-20 – Cartersville, Canton, Rome | |
| Cartersville                                                                              | 293,60                                             | 472,50                                             | 293                                                                                     | US-411, GA-61 – Cartersville, Chatsworth, White, Rydal | |
|                                                                                           | 296,54                                             | 477,23                                             | 296                                                                                     | Cassville-White Rd. – Cassville, White | |
| Adairsville                                                                               | 305,82                                             | 492,17                                             | 306                                                                                     | GA-140 – Adairsville, Pine Log, Armuchee | |
|                                                                                           | 310,42                                             | 499,57                                             | 310                                                                                     | Union Grove Rd. | |
| Calhoun                                                                                   | 312,44                                             | 502,82                                             | 312                                                                                     | GA-53 – Calhoun, Sonoraville, Fairmount, Gainesville | |
| Calhoun                                                                                   | 315,26                                             | 507,36                                             | 315                                                                                     | GA-156 (Redbud Rd.) – Calhoun, Ranger | |
| Calhoun                                                                                   | 317,29                                             | 510,63                                             | 317                                                                                     | GA-225 – Chatsworth, Calhoun | |
| Resaca                                                                                    | 318,67                                             | 512,85                                             | 318                                                                                     | US-41, GA-3 – Resaca, Calhoun | |
| Resaca                                                                                    | 320,29                                             | 515,46                                             | 320                                                                                     | GA-136 – Resaca, LaFayette | |
|                                                                                           | 325,93                                             | 524,53                                             | 326                                                                                     | Carbondale Rd. – Tilton | |
| Dalton                                                                                    | 328,56                                             | 528,77                                             | 328                                                                                     | GA-3 Connector – Dalton, Chatsworth | |
| Dalton                                                                                    | 333,71                                             | 537,05                                             | 333                                                                                     | GA-52, GA-71 (Walnut Ave.) – Dalton | |
| Dalton                                                                                    | 335,96                                             | 540,68                                             | 336                                                                                     | US-41, US-76 – Dalton, Rocky Face, Mount Vernon | |
| Tunnel Hill                                                                               | 341,16                                             | 549,04                                             | 341                                                                                     | GA-201 – Tunnel Hill, Varnell | |
| Ringgold                                                                                  | 344,72                                             | 554,77                                             | 345                                                                                     | US-41, US-76 – Ringgold, LaFayette | |
| Ringgold                                                                                  | 348,07                                             | 560,16                                             | 348                                                                                     | GA-151 – Ringgold, LaFayette, Naomi | |
| Fort Oglethorpe                                                                           | 350,13                                             | 563,48                                             | 350                                                                                     | GA-2 (Battlefield Pkwy.) – Fort Oglethorpe, Fairview | |
| Fort Oglethorpe                                                                           | 353,70                                             | 569,22                                             | 353                                                                                     | GA-146 – Rossville, Fort Oglethorpe | |
| Frontière Géorgie-Tennessee                                                               | 355,10                                             | 571,48                                             | I-75 nord – Chattanooga (TN), Knoxville (TN)                                            | I-75 nord – Chattanooga (TN), Knoxville (TN) | Extrémité nord de l'interstate 75 en Géorgie |
| - Échangeur Incomplet - Pont / Cours d'eau - Chevauchement - Construction - Voies express |                                                    |                                                    |                                                                                         | | |

## Liste des villes traversées
- Lake Park
- Twin Lakes
- Valdosta
- Remerton
- Hahira
- Cecil
- Adel
- Sparks
- Lenox
- Eldorado
- Unionville
- Tifton
- Chula
- Inaha
- Sycamore
- Ashburn
- Dakota
- Arabi
- Wenona
- Cordele
- Vienna
- Pinehurst
- Unadilla
- Henderson
- Perry
- Centerville
- Byron
- Macon
- Bolingbroke
- Smarr
- Forsyth
- High Falls
- Locust Grove
- Blacksville
- McDonough
- Stockbridge
- Morrow
- Forest Park
- Atlanta
- Smyrna
- Marietta
- Kennesaw
- Acworth
- Emerson
- Cartersville
- White
- Adairsville
- Calhoun
- Resaca
- Dalton
- Tunnel Hill
- Ringgold
- Fort Oglethorpe